# Argo (nave)

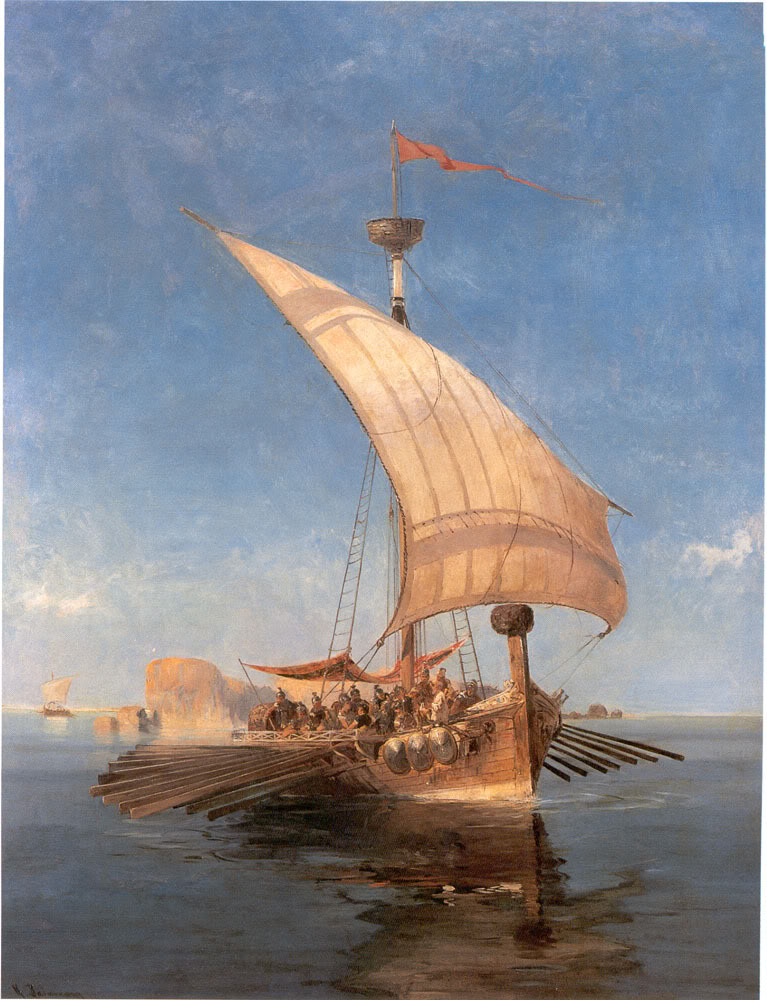
Argo in un dipinto di Konstantinos Volanakis

Argo (in greco antico: Ἀργώ?, Argṓ), nella mitologia greca, era la nave che portò Giasone e gli Argonauti alla conquista del vello d'oro.

## Mito
La nave fu costruita dal carpentiere Argo di Tespi, che le diede il nome, e il suo equipaggio era protetto dalla dea Era. La principale fonte che ci ha trasmesso questo mito è Le Argonautiche di Apollonio Rodio.
Alcune versioni del mito tramandano come Argo fosse stata progettata o costruita con l'aiuto di Atena. Secondo altre versioni questa nave conteneva nella sua prua un frammento di legno magico proveniente dalla foresta di Dodona che poteva parlare e fornire profezie.
Dopo il viaggio, Argo venne consacrata a Poseidone nell'istmo di Corinto. Venne quindi trasportata in cielo e trasformata nella costellazione della Nave Argo.

Diversi autori dell'antichità (Apollonio Rodio, Plinio, Filostefano) discussero dell'ipotetica forma della nave. Veniva in genere immaginata come una nave da guerra greca, una galera che, con i suoi circa cinquanta rematori, doveva appartenere alla classe pentecontera. Gli autori ipotizzarono che fosse anche la prima nave di questo tipo che avesse intrapreso un viaggio in alto mare.

## Etimologia
Gli autori antichi erano divisi sulle origini del nome dato alla nave. Alcuni lo riconducono al nome del suo costruttore, Argo, figlio di Frisso; altri la vedono come una dedica dell'autore ad Argo, il cane appartenuto, secondo Omero, all'eroe Greco  Odisseo (Ulisse), altri ancora alla parola greca αργός, "rapida", a sottolinearne la leggerezza; altri alla città di Argo, dove sarebbe stata costruita; altri ancora alle Argive, che vi salirono a bordo, secondo il distico citato dallo statista dell'antica Roma Cicerone nel suo primo Tuscolano.